# Fort-Mahon-Plage
Fort-Mahon-Plage ist eine nordfranzösische Gemeinde mit 1328 Einwohnern (Stand 1. Januar 2022) im Département Somme in der Region Hauts-de-France. Die Gemeinde liegt im Arrondissement Abbeville und ist Teil der Communauté de communes Ponthieu-Marquenterre und des Kantons Rue.

## Geographie

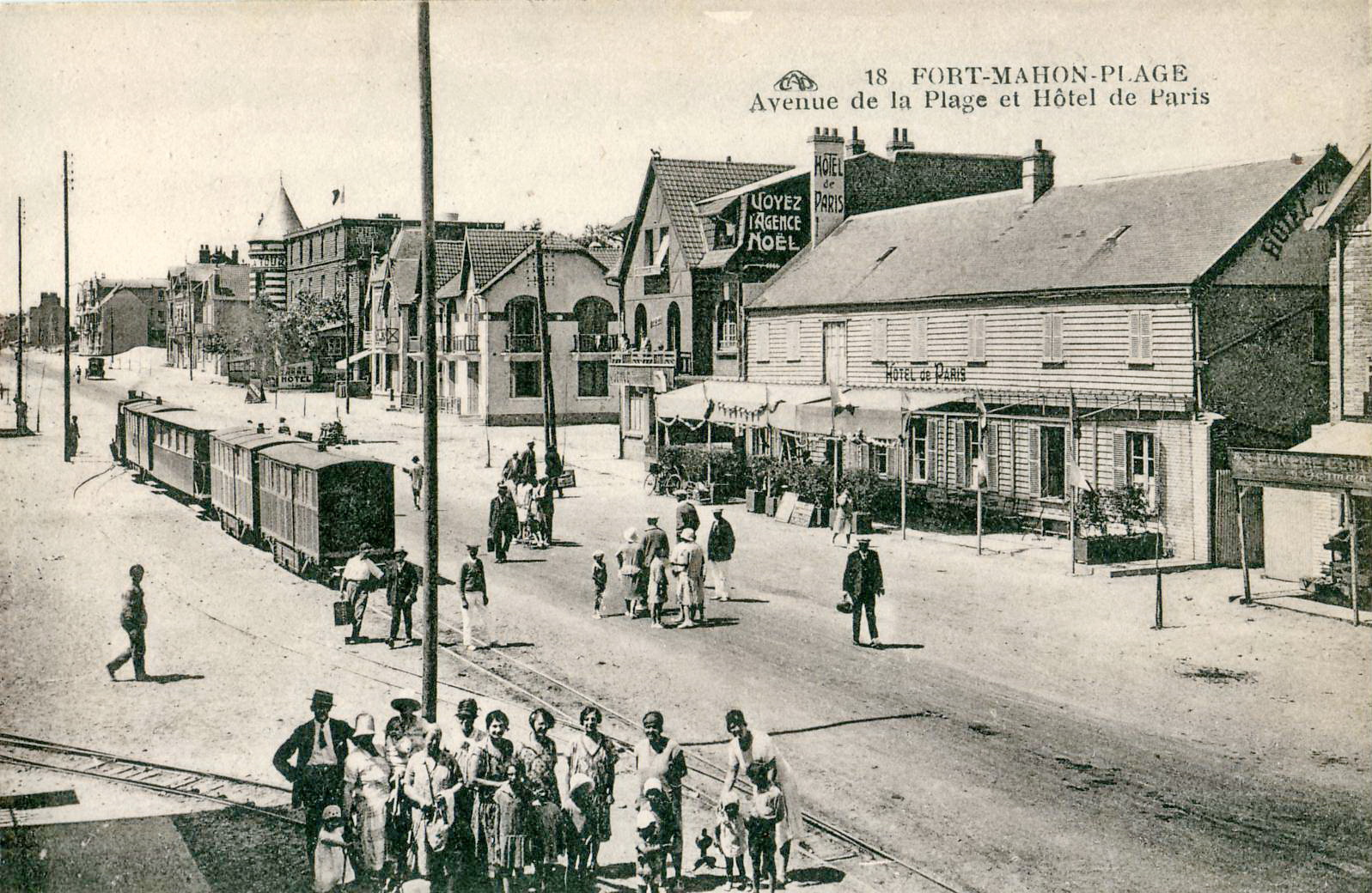
Dampfstraßenbahn von Quend-Plage und Fort-Mahon in Fort-Mahon-Plage, vor dem Ersten Weltkrieg

Die rund 13 km nordnordwestlich von Rue und südlich des Mündungsästuars des Authie gelegene, von der Gemeinde Quend umschlossene Gemeinde im Marquenterre nimmt den äußersten nordwestlichen Teil des Küstenabschnitts zwischen der Mündung des Authie und der Somme ein. Der Ort besitzt einen ausgedehnten Feinsandstrand, hinter dem Dünen liegt östlich davon Marschland. Zur Gemeinde gehört der Ortsteil Le Vieux Fort-Mahon. Das Gemeindegebiet liegt im Regionalen Naturpark Baie de Somme Picardie Maritime, im Meer schließt an die Küste der Parc Naturel Marin des Estuaires Picards et de la Mer d’Opale an.
Die 1903 eröffnete Dampfstraßenbahn von Quend-Plage und Fort-Mahon ist seit 1931 stillgelegt.

## Geschichte
Die Besiedlung des Orts setzte erst um 1790 ein. Die Abtrennung von der Gemeinde Quend erfolgte 1923. Der Ausbau als Badeort begann in größerem Stil in den 1950er Jahren. Seit 2006 ist Fort-Mahon-Plage als Seebad (Station balnéaire) klassifiziert.

## Wirtschaft

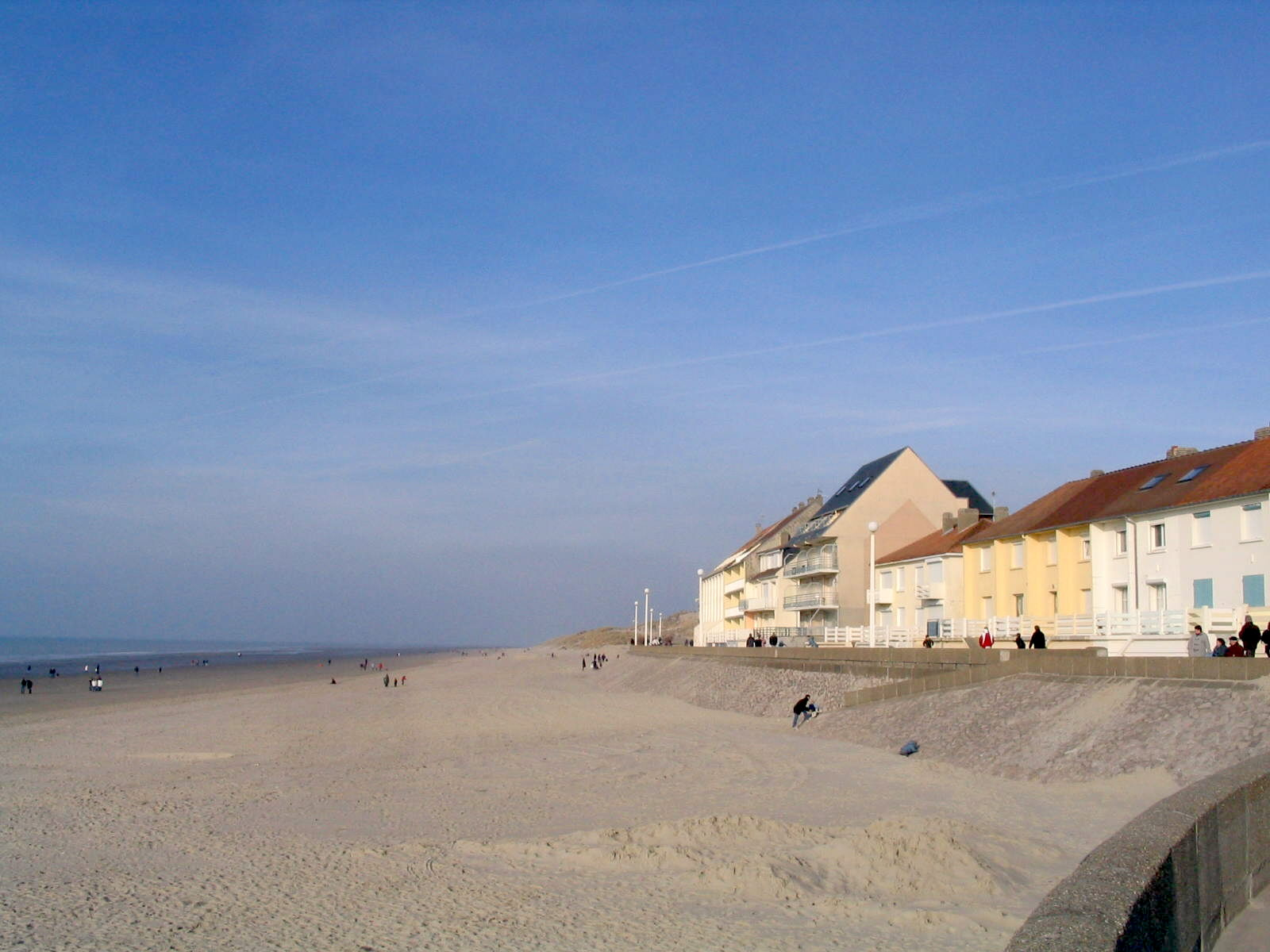
Der Sandstrand

Fort-Mahon-Plage besitzt zahlreiche Einrichtungen eines Seebads und einen Golfplatz mit 18 Löchern.

## Einwohner
| 1962 | 1968 | 1975 | 1982 | 1990 | 1999 | 2006 | 2011 |
| ---- | ---- | ---- | ---- | ---- | ---- | ---- | ---- |
| 942  | 976  | 978  | 962  | 1042 | 1140 | 1278 | 1278 |

## Verwaltung
Bürgermeister (maire) ist seit 2011 Alain Baillet.

## Gemeindepartnerschaften
- Bewdley (Vereinigtes Königreich)
- Wellin (Belgien)